# Търнава (Словакия)
Вижте пояснителната страница за други значения на Търнава.
Търнава (на словашки: Trnava) е град в западна Словакия, административен център на Търнавски край и окръг Търнава. Населението му е 63 194 жители (по приблизителна оценка от декември 2021 г.), а площта му е 71,535 кв. км. Намира се в часова зона UTC+1. Пощенският му код е 917 01, а телефонният е +421 – 33.

## География
Търнава се намира на 146 метра надморска височина в Среднодунавската низина, на 35 километра западно от Нитра и на 45 километра североизточно от столицата Братислава.

## История
Селището се споменава за пръв път през 1211 година, а през 1238 година става първото с градски права на територията на днешна Словакия.